# Sekte
Een sekte is een geloofsgemeenschap met opvattingen en gebruiken die zich onderscheiden van overige geloofsgemeenschappen die behoren tot dezelfde stroming als de sekte. Sekten zijn vaak gesticht door een charismatische leider met een nieuwe leer of openbaring.
In de volksmond heeft sekte een pejoratieve connotatie en wordt in verband gebracht met muggenziften en het kritiekloos volgen van voorgangers. Om deze reden roepen sekten weleens oppositie en klachten van diverse kanten op. In het hindoeïsme heeft de term sekte geen negatieve bijklank.

## Begripsontwikkeling
Oorspronkelijk betekende sekte "een groep mensen die iemand is gevolgd". Pas later is de betekenis van afscheidingsbeweging ontstaan. Op het ogenblik zijn er sekten, die als typische afscheidingsbewegingen van gevestigde kerkgenootschappen gezien kunnen worden - vooral in protestantse kring -, en sekten die godsdienstig ongebondenen aantrekken of geheel los van de gevestigde kerkgenootschappen tot ontwikkeling komen.":75
Reender Kranenborg schreef:
Een sekte is een groep mensen die zich van een bestaande religie heeft afgescheiden of daar los van is komen te staan. ... een sekte is 'een groep, waarin men door een bepaalde leer of een bepaald persoon te volgen, zich verwijderd heeft van de oorspronkelijke religie'. ... Het is een aanduiding van het feit dat in religies mensen eigen wegen ingaan en zich apart organiseren. Het is verder een neutrale aanduiding, er wordt niets ten goed of ten kwade mee gezegd.:74-75
Soms gebruiken sommige wetenschappers - inclusief Kranenborg - ook de term Nieuwe religieuze beweging (NRB). NRB is geen synoniem van sekte, want niet iedere NRB is een sekte, bijvoorbeeld omdat de beweging niet voldoet aan de kenmerken van een sekte (zie verderop), en niet elke sekte is een NRB, bijvoorbeeld omdat de beweging niet nieuw is.

### Sociologische benadering
Max Weber benaderde het fenomeen sekte als eerste vanuit een niet-religieuze invalshoek en gaf een sociologische interpretatie van de verschillen tussen kerk en sekte. Volgens zijn definitie is een kerk sociologisch gezien een religieuze organisatie, waar lidmaatschap door traditie bepaald wordt en waar men bij (of vlak na) geboorte lid wordt; een sekte is ook een religieuze organisatie, maar lidmaatschap daarvan is een keuze van het (aspirant) lid:

Ein Kirche ist eben eine Gnadenanstalt, zu welcher die Zugehörigkeit... obligatorisch, daher für die Qualitäten des Zugehörigen nichts beweisend ist, eine Sekte dagegen ein voluntaristischer Verband ausschliesslich... religiös-ethisch Qualifizierter, in den man freiwillig eintritt, wenn man freiwillig kraft religiöser Bewährung Aufnahme findet.
— Een kerk is slechts een heilsvereniging waarvan lidmaatschap ... verplicht is, en daarom niets zegt over de eigenschappen van degenen ertoe behoren, terwijl een sekte daarentegen een vrijwillige vereniging is van uitsluitend ... religieus en ethisch gekwalificeerden, waarbij men zich op eigen initiatief aansluit, als iemand vrijwillig, op grond van een religieuze proeftijd opname bereikt.

Ernst Troeltsch (leerling van Weber) werkte het verschil tussen kerk en sekte verder uit en stelt dat de kerk de wereld zoals die is als een uitgangspunt neemt en er in zekere zin een compromis mee aangaat, terwijl de sekte zich juist afzet tegen de wereld en er in ieder geval geen compromissen mee sluit:

A church is a religious group that accepts the social environment in which it exists. A sect is a religious group that rejects the social environment in which it exists.
— Een kerk is een religieuze groep die de sociale omgeving waarin zij bestaat accepteert. Een sekte is een religieuze groep die de sociale omgeving waarin zij bestaat verwerpt.

Het kerk-sekte continuüm van Yinger

In de jaren hierna ontwikkelde zich een model waarbij de typeringen van de religieuze gemeenschappen parallel lopen aan de stadia van ontwikkeling waarin deze zich kunnen bevinden. Schnabel merkt hierover op:
Van zo'n ontwikkelingslijn is in de geschiedenis maar heel zelden sprake geweest en de ontwikkeling verloopt zeker niet in de stadia, die de typologie lijkt te suggereren. Sommige stadia zijn historisch betrekkelijk recente verschijningen - de staatskerk, de denominatie -, en veel religieuze gemeenschappen groeien nooit door naar een ‘hoger’ stadium van ontwikkeling.:76
Het uitgangspunt daarbij is dat iedere religieuze beweging start als een cultus en de potentie heeft uit te groeien tot een wereldreligie. De belangrijkste typen hierin zijn uitgewerkt door John Milton Yinger:
1. de universele kerk of wereldkerk (zoals de Rooms-Katholieke Kerk);
2. de nationale kerk of staatskerk (zoals de Church of England);
3. de denominatie - de op een bepaald deel van de bevolking gerichte kerk, het kerkgenootschap in een situatie van religieus pluralisme;
4. de gevestigde sekte - de zich langzamerhand tot denominatie ontwikkelende sekte (ontstaan van een duidelijke hiërarchie, verdwijnen van het persoonlijke charisma);
5. de sekte - een zich ten opzichte van de gevestigde kerk en de samenleving kritisch opstellende religieuze gemeenschap;
6. de cultus - een nauwelijks georganiseerde en weinig stabiele religieuze gemeenschap, zich kenmerkend door een persoonlijke betrokkenheid op een charismatische leider.

Deze indeling is hoofdzakelijk gericht op de christelijke godsdienst en alleen op oosterse godsdiensten toe te passen als ze zich als kerkgenootschap, sekte of cultus in het westen manifesteren. In die vorm wijken ze vaak al sterk af van de oorspronkelijke verschijning in het land (of de landen) van herkomst.

### Kenmerken
In de praktijk bleek het niet mogelijk een bondige, wetenschappelijke definitie van sekte te geven. Bryan Wilson ging dit dilemma uit de weg door niet te streven naar een definitie, maar door typische kenmerken te formuleren die in wisselende volgorde en intensiteit in iedere sekte terug te vinden zijn::78
- lidmaatschap uit vrije keuze, niet door geboorte;
- toelating tot het lidmaatschap op grond van door de sekteleiders erkende en aantoonbare kennis van de leer, een persoonlijke bekeringservaring of een aanbeveling door een ouder lid van de sekte;
- het karakter is exclusief en gesloten; wie zich niet aan de geldende leer houdt of tegen de regels van de moraal of de organisatie zondigt, wordt uitgestoten;
- de sekte beschouwt zich als een elite, begiftigd met een bijzonder inzicht of belast met een bijzondere opdracht;
- er is sprake van een streven naar persoonlijke perfectie;
- er is geen principieel verschil tussen leken en priesters of voorgangers;
- er is gelegenheid om spontaan uiting te geven aan een persoonlijk gevoel van betrokkenheid;
- de sekte staat vijandig of onverschillig tegenover de samenleving en de staat;
- het lidmaatschap is absoluter en omvattender dan dat van een kerkgenootschap;
- er is sprake van een duidelijk herkenbare eigen ideologie;
- overtreders van de regels worden als verraders beschouwd en voor hun overtredingen gestraft of uitgestoten.

Paul Schnabel noemt als nadeel van deze opsomming dat deze te veel zou kunnen dienen als een checklist om te bepalen of een beweging een sekte is of niet.:79 Rodney Stark en William Sims Bainbridge keerden daarom terug naar de eerdere uitwerking van Troeltsch (zie boven). In hun ogen is het verschil tussen kerk en sekte daarmee een verschil in mate van spanning met de omgeving:
Als een religieuze organisatie de samenleving en de cultuur zonder meer kan accepteren, zoals ze zijn, dan is er geen sprake van spanning en is zo'n organisatie of groep als een kerk te beschouwen: de kerk vertegenwoordigt een levensbeschouwing, die zich goed verdraagt met de algemene cultuur of daarmee geheel samenvalt. Bij sekten is dat niet zo en dat maakt sekten tot op zekere hoogte tot organisaties van devianten: mensen die anders denken dan algemeen aanvaard is of door de meerderheid aanvaard wordt.:79-80
Vervolgens introduceerden zij de verzamelterm religieuze beweging en stellen dat het bestempelen van een religieuze beweging tot kerk, sekte of andere benamingen afhangt van de spanning tussen de religieuze beweging en de externe wereld:
Religieuze bewegingen willen de spanning in de relatie tot de samenleving op een bepaald niveau (hoger of lager) brengen of juist hetzelfde houden. Binnen een kerk kunnen bewegingen optreden die de kerk meer willen aanpassen aan de samenleving (het aggiornamento van de r.k.-kerk bijvoorbeeld), zo'n aanpassing nu juist willen verhinderen (in Nederland bijvoorbeeld bisschop Gijsen) of de afstand tot de samenleving zelfs wil vergroten (om bij de katholieke kerk te blijven, de Confrontatiegroep). Doet zich in een sekte een beweging voor die minder spanning zoekt, dan spreken Stark en Bainbridge van een kerkbeweging, in het Nederlands misschien beter nog een verkerkelijkingsbeweging. De andere kant uit komen we dan de sektarische beweging tegen, binnen een kerk vaak een schisma tot gevolg hebbend. De sektariërs beschouwen zich als de bewakers en bewaarders van het oorspronkelijke religieuze erfgoed. Zij staan dichter bij de oude waarheid.:80
In de Verenigde Staten is er een onderscheid tussen sect en cult. Er is daar een traditie van meer dan honderd jaar inzake sects en de term heeft daar — voor bewegingen die uit de judeo-christelijke traditie stammen — geen negatieve bijklank. De negatieve bijklank die in Nederland soms hangt aan het woord sekte, hangt in de Verenigde Staten aan de term cult.:84 Stark en Bainbridge zien sekten als afscheidingsbewegingen within a conventional religious tradition en culten als bewegingen within deviant religious traditions. De term Nieuwe religieuze beweging wordt meestal op cults toegepast en minder op sects.

## Etymologie
Het Nederlandse woord sekte is afgeleid van het Latijnse secta dat letterlijk "richting", "pad", "weg" of "lijn" betekent en deze vertaling kan ook metaforisch worden gebruikt. De term werd ook gebruikt om een (politieke) partij of een filosofische school aan te duiden. Het woord secta is afgeleid van het werkwoord sequi en dat betekent (onder andere) "volgen" of (metaforisch) "(na)volgen", "aanhangen", "zich aansluiten bij" of "zich houden aan" of van secare, "snijden".
Oorspronkelijk had het Latijnse secta een neutrale betekenis. Het was een synoniem voor het Griekse αἵρεσις, hairesis, dat is afgeleid van αἱρέω, haireō dat "grijpen", "kiezen" of "overtuigen" betekent. αἵρεσις betekent dan ook letterlijk "greep", "keuze" of "overtuiging" en duidde in bredere zin een filosofische leer of school aan, waarin de gedachte opgesloten ligt dat deze is afgescheiden van een andere school, is gebaseerd op de autoriteit van een bepaalde leraar of een specifieke doctrine en het gesloten karakter hiervan. Flavius Josephus noemde de essenen en farizeeën αἵρεσις. In het Nieuwe Testament van de Bijbel wordt het woord op dezelfde manier gebruikt om de sadduceeën en farizeeën aan te duiden (Handelingen 5:17; 15:5; 26:5). Ook de vroege christelijke kerk werd met deze term aangeduid (Handelingen 24:5, 14; 28:22).
Dezelfde term (αἵρεσις) wordt in het Nieuwe Testament ook gebruikt in negatieve zin, namelijk als een schisma binnen de (enige ware) kerk (Galaten 5:20; 1 Korintiërs 11:18,19). 2 Petrus 2:1 zegt dat deze αἵρεσις binnen de kerk ingevoerd zou (kunnen) worden en dat de kerk daarmee zelf een αἵρεσις zou worden. Deze αἵρεσις is nog altijd een sterke bedreiging in de periode van de kerkvaders, maar Ignatius en Justinus gebruiken de term nog redelijk technisch, hoewel er een vijandigheid in doorklinkt jegens filosofische scholen, joodse sekten en vooral gnostische gemeenschappen. Origenes is de eerste die het verschil tussen de kerk en αἵρεσις opgeeft als hij de verschillen binnen de christelijke kerk vergelijkt met die in de geneeskunde en filosofie. Vanaf dit negatieve gebruik is de term αἵρεσις de basis voor het woord heresie, dat "ketterij" betekent.

## Negatieve connotatie
Door misstanden als machtsmisbruik, seksueel misbruik en massale zelfmoord, zoals bij Jim Jones' Peoples Temple in Guyana of de Branch Davidians van David Koresh in Waco (Texas), heeft het woord sekte in het dagelijks spraakgebruik vrijwel altijd een negatieve connotatie. Daarnaast zoeken bitter gestemde ex-leden soms de media en beweren dat zij jarenlang misleid zouden zijn door hun beweging. Het bijvoeglijk naamwoord sektarisch heeft de connotatie van verkettering en onverdraagzaamheid door een nadruk op kleine doctrinaire verschillen. Door de zeldzame uitwassen binnen bepaalde sekten en met name in cults heeft het woord een dermate negatieve lading gekregen, dat geen enkele aanhanger van een religieuze beweging de term toepast op de eigen beweging, "het zijn altijd anderen die tot een sekte behoren".:75
Om deze reden gebruiken onderzoekers - vooral op sociologisch gebied - vaak de verzameltermen religieuze beweging, nieuwe religieuze beweging of niet-traditionele religie.:75 Binnen deze verzameltermen kunnen specifieke bewegingen (eventueel) worden geclassificeerd als sekte of cult op basis van de eerder genoemde kenmerken.

### Rol van de media
De negatieve connotatie wordt mede veroorzaakt door berichtgeving in de media. Naast journalistieke verslagen (die de negatieve connotatie overigens ook kunnen bevestigen) verschijnen soms artikelen of interviews met ex-leden die het publiek willen waarschuwen voor de sekte waar zij uit zijn getreden. Vaak is hun visie op de beweging gekleurd door hun teleurstellende ervaring. Hoewel reeds begin jaren 1960 is aangetoond dat hersenspoeling niet bestaat, beweren de ex-leden dat zij door dergelijke technieken zijn overgehaald lid te worden.
Leden van sekten klagen daarom soms over onterechte bejegening, vooroordelen, onwetendheid, hetzes en stigmatisering door de media.

## Bekering
Sekten hebben verschillende wervingsmethoden. Vrijwel altijd wordt gestart met een onschuldig, vrijblijvend contact, waarna vroeger of later een uitnodiging volgt om naar de openbare ruimte of de gebedsruimte van de groep te komen. Het kan ook een clubavond, dansavond, picknick of discussieavond zijn. In de meeste gevallen zullen de leden van de sekte sympathiek overkomen, vooral door de bijzonder vriendelijke bejegening van de introducée - ook wel love bombing genoemd - en het geïnteresseerde aspirant-lid zal met plezier naar de bijeenkomsten gaan.
De strategie van Jehova's getuigen is het vertellen van hun verhaal deur aan deur. Leden van deze sekte delen soms op markten traktaten uit of geven verouderde exemplaren van hun tijdschriften aan reizigers op treinstations. De Amerikaanse beweging Children of God (ook wel The Family genoemd) hanteerde het zogenoemde flirty fishing: het opbouwen van vriendschappelijke contacten uit zogenaamd toevallige ontmoetingen. Op een gegeven moment leidde dit zelfs tot het zich prostitueren door vrouwelijke leden, tot dit in 1987 verboden werd.

## Toetreding
Op een bepaald moment zal gevraagd worden lid te worden of zal het aspirant-lid zelf vragen lid te mogen worden. Lidmaatschap is alleen mogelijk als de doctrines van de sekte volledig worden geaccepteerd als waarheid. Vaak moet het aspirant-lid aantonen dat hij of zij grondig bekend is met deze doctrines. Nadat dit succesvol is doorstaan, volgt vrijwel altijd een ritueel waarmee toetreding wordt geformaliseerd, zoals de volwassenendoop. De aard en grondigheid van deze procedures en rituelen verschilt sterk tussen de verschillende sekten.

## Ideologisch totalisme
Schnabel schreef:
Belangstelling is niet voldoende om lid te worden van een sekte of beweging, bekering niet voldoende om lid te blijven. De meeste bewegingen verwachten participatie van de leden aan de activiteiten en stellen een bepaalde initiatieprocedure verplicht. Hoe ver die verplichtingen van de leden gaan, hangt af van de mate waarin de beweging de kenmerken heeft van het ideologisch totalisme. Naarmate dat meer het geval is, is de vrijheid van de leden om te handelen, te denken en te voelen buiten de doctrine om, geringer.:222-223
Robert Jay Lifton beschreef acht indicatoren op basis waarvan kan worden bepaald hoe sterk de sekte ideologisch totalitair is::222-224
1. Milieu Control - een volledige beheersing van het leefmilieu van de volgelingen. Het systeem schermt de volgelingen af van alle ongewenste invloeden van buitenaf en van binnenuit. Milieu control in zijn meest absolute vorm leidt tot verval van de persoonlijke autonomie en tot het verdwijnen van de grenzen tussen zelf en omgeving.
2. Mystical Manipulation - een absoluut vertrouwen in de juistheid van de beslissingen - hoe absurd of tegenstrijdig ook - van de hogere regionen van de organisatie. Het doel heiligt alle middelen en heiligt ook de institutie die de middelen inzet. Mystical manipulation leidt tot verval van kritiek en tot onvoorwaardelijke aanpassing aan en anticipatie op de wensen van de manipulatieve institutie (de Partij, de Leider, het Volk).
3. The Demand for Purity - een strikt dualistische visie op mens en wereld, resulterend in een diepe kloof tussen goed en kwaad, waarbij het goede altijd samenvalt met de heersende ideologie. Van het individu wordt een leven verwacht in strikte overeenstemming met de ideologie, alles wat buiten de ideologie valt, wordt beschouwd als vijandig aan de ideologie en dus als slecht. The demand for purity leidt tot een praktijk van zuiveringen en induceert op individueel niveau sterke schuld- en schaamtegevoelens. Schuld omdat men de hoge ideologische standaard niet haalt, schaamte omdat voor dit tekortschieten vernederd en gestraft wordt.
4. The Cult of Confession - de institutionalisering van biecht, bekentenis en zelfbeschuldiging als publieke verschijnselen om aan de sterke schuld- en schaamtegevoelens uitdrukking te kunnen geven. The Cult of Confession is een erkenning van het feit dat er geen grenzen zijn tussen het individu en zijn omgeving, het individu is eigendom van het systeem.
5. The ‘Sacred Science’ - de onaantastbaarheid van het centrale dogma, dat als religieuze waarheid de leer onaantastbaar, als wetenschappelijke waarheid de leer onaanvechtbaar en als normatieve waarheid de leer onovertrefbaar maakt. Totale ideologie is een mengsel van mystiek en logica, van rationaliteit en irrationaliteit, onontwarbaar met elkaar verbonden in een pretentie van onfeilbaarheid. Sacred Science geeft het individu een sterk gevoel van innerlijke zekerheid: men heeft de waarheid gevonden. Er is een verklaring voor alles en alles heeft zin in het perspectief van het bereiken van het grote ideaal.
6. Loading the Language - het totaal ideologische jargon is voor een belangrijk deel opgebouwd uit god terms en devil terms, begrippen met een vaste positieve of negatieve betekenis, die zo abstract zijn dat ze naar believen gemanipuleerd kunnen worden in dienst van de ideologie, en zo categorisch dat ze verdere discussie overbodig maken. Loading the Language leidt tot een clichématig en verarmd taalgebruik, ontdaan van iedere, behalve de ideologische inhoud.
7. Doctrine over Person - de leer is belangrijker dan het individu, dus mag en moet het individu aangepast worden aan de eisen van de leer. De orthodoxie is de hoogste norm geworden en the will to orthodoxy is een voortdurende poging om de wereld in overeenstemming te houden met de vriend- en vijandbeelden van de doctrine. Doctrine over Person leidt tot een hoge mate van hypocrisie: een uiterlijke aanpassing aan de eisen van de doctrine.
8. The Dispensing of Existence - het bestaan in een totalistisch systeem is precair geworden. Een menselijk bestaan of zelfs het menselijk leven is alleen weggelegd voor wie leeft in overeenstemming met de leer. Geloven en gehoorzamen zijn de basisvoorwaarden voor het bestaan. The Dispensing of Existence leidt tot een permanent gevoel van angst over de continuïteit van het bestaan.

### Mechanismen om afdrijven te voorkomen
Om afdrijven van de sekte te voorkomen, kennen veel bewegingen mechanismen om dit tegen te gaan. Op het ideologisch niveau wordt soms ontmoedigd (te diep) na te denken over de doctrines en wordt het vergelijken met (recent) wetenschappelijk onderzoek ontmoedigd of zelfs verboden. Sommige sekten voorkomen de confrontatie met strijdige doctrines door de leden zo druk te houden dat ze geen tijd hebben voor het lezen van enige literatuur naast de verplichte literatuur van de sekte zelf. Vrijwel alle sekten waarschuwen in de krachtigste bewoordingen voor het lezen van werken van afvallige ex-leden.
Daarnaast kan een negatief beeld op het denken zelf worden geplakt, zoals bij The Family: When you think think think, you're gonna stink stink stink, makes you sink sink sink. Een aantal groepen ontmoedigt het volgen van een hogere opleiding, hoewel veel sektes hoogopgeleiden en zelfs topfiguren uit het zakenleven in hun gelederen hebben.
Vaak worden contacten buiten de sekte afgeraden of verboden. De wereld buiten de sekte wordt afgeschilderd als vijandig en slecht, soms ondersteund door complottheorieën. Het lid wordt daarmee sociaal steeds afhankelijker van de groep en wordt steeds minder geconfronteerd met tegenargumenten.

### Disciplinering
Vrijwel alle sekten kennen het toepassen van disciplinaire sancties. Deze kunnen variëren van het betalen van boetes tot publieke vernederingen tot excommunicatie. In sommige gevallen mogen zelfs familieleden die lid zijn van de sekte geen contact meer hebben met een uitgestoten lid (zie bijvoorbeeld het artikel Jehova's getuigen en disciplinering).

## Uittreding
Afhankelijk van de intensiteit van het ideologisch totalisme in de sekte is het uittreden eenvoudiger of moeilijker. Uiteraard hangt dit ook af van de persoon in kwestie af, maar onderzoek wijst uit dat psychische en sociale problemen na en/of ten gevolge van het uittreden niet zeldzaam zijn:
Een eenduidig post-cult-syndroom bestaat niet, maar is een fictie die gevoed wordt vanuit een eenzijdig medisch-psychiatrisch mensbeeld waarin ex-leden en leden van nieuwe religieuze bewegingen beschouwd worden als slachtoffers van hersenspoeling, die ongedaan is c.q. moet worden gemaakt. ... Psychosociale problematiek bij uittreding komt niet zelden voor, maar de aard en intensiteit ervan is in grote mate afhankelijk van a) de voorgeschiedenis en predisposities van de persoon en b) de motieven voor en wijze van uittreding.
In zeer zeldzame gevallen huren ouders of de partner een deprogrammeur in. Dit is iemand die het sektelid onderwerpt aan onvrijwillige marathonzittingen van vele dagen, met de bedoeling het gedachtegoed van de sekte uit zijn hoofd te deprogrammeren en het lid te leren weer zelf na te denken. Deze methode stuit echter op verschillende bezwaren. Allereerst is deze aanpak gebaseerd op de aanname dat hersenspoeling bestaat en werkt, hetgeen onjuist is. Bovendien toont onderzoek aan dat het merendeel van sekteleden vrijwillig lid wordt en vrijwillig aan de eigen bekering meewerkt. Een ander dwingen uit te treden is daarmee in strijd met het beginsel van godsdienstvrijheid. Als het lid tegen zijn of haar zin wordt opgesloten is bovendien sprake van wederrechtelijke vrijheidsberoving.

## Overheden en sekten
De Nederlandse overheid is van mening dat er geen bijzondere maatregelen tegen sekten en nieuwe religieuze bewegingen genomen hoeven te worden, een standpunt dat werd bevestigd door een onderzoek van het Wetenschappelijk Onderzoek- en Documentatiecentrum (WODC) van het Ministerie van Justitie en Veiligheid dat in 2014 werd gepubliceerd.
De Belgische overheid vindt het daarentegen belangrijk om waakzaam te zijn en publiceerde in 1997 het honderden pagina's tellende rapport Parlementair Onderzoek met het oog op de beleidsvorming ter bestrijding van de onwettige praktijken van de sekten en van de gevaren ervan voor de samenleving en voor het individu, inzonderheid voor de minderjarigen. Het wetsvoorstel dat twee liberale parlementariërs hierop indienden, dat pleitte voor geldboetes en gevangenisstraffen, werd door de evangelische christenen in het land als bedreigend ervaren, doordat de definitie die in het voorstel voor sekten werd aangehouden breed toepasbaar was op religieuze praktijken in het algemeen. Tevens werden verschillende evangelische kerken daarin in één adem genoemd met genootschappen als Scientology en de Orde van de Zonnetempel:
Uit onderzoek van het Informatie- en Adviescentrum inzake Schadelijke Sektarische Organisaties is gebleken dat de Protestantse kerken van de baptisten en de evangelisten in België aan een opmars bezig zijn.
De lijst werd door de kamer en de senaat echter afgekeurd, er werd geen verdere gevolg aan gegeven. Onder meer omdat wat in de lijst zelf geschreven staat:
Die opsomming kan dus hoegenaamd geen standpunt, noch waardeoordeel inhouden. Zo betekent het feit dat een bepaalde beweging op die lijst voorkomt, ook al is dat op initiatief van een officiële instantie, niet dat de commissie ervan uitgaat dat het om een sekte gaat en a fortiori dat ze gevaarlijk is. Zoals de tabel aangeeft, kon de commissie niet alle ingewonnen informatie natrekken, noch nagaan of die correct is. Aangezien die lijst niet exhaustief is, houdt het feit er niet te zijn in opgenomen dus evenmin een oordeel in over de onschadelijkheid van een beweging.
Vervolgens werd een federaal waarnemingscentrum voor de sekten opgericht. Dit Informatie- en Adviescentrum inzake schadelijke sektarische organisaties (IACSSO) werd opgericht door de wet van 2 juni 1998 en bestudeert het verschijnsel van  schadelijke sektes in België en hun internationale bindingen.
Naast België gingen ook in Frankrijk en Italië stemmen op voor anti-sektenwetgeving, die ook christelijke gemeenten zou kunnen schaden. De wet is er in Frankrijk uiteindelijk doorgekomen, maar in Italië niet.